# Шашков, Глеб Михайлович
Глеб Миха́йлович Шашко́в (род. 13 апреля 1996, Бургас, Болгария) — российский хоккеист, нападающий.

## Карьера
Родился в Болгарии в городе Бургас, в раннем детстве переехал с семьёй в Москву. Начал заниматься хоккеем с 5 лет, сначала в московской хоккейной школе «Белые медведи», далее перешёл в СДЮШОР ЦСКА, где занимался до 10 лет, а заканчивал школу столичного «Динамо». За один год до выпуска из «Динамо», по рекомендации родителей, Шашков отправился играть за океан, где на протяжении двух сезонов выступал за команду «Уилкс-Барре/Скрэнтон Найтс» на уровне Атлантической юниорской хоккейной лиги (AYHL).
На профессиональном уровне дебютировал в сезоне 2014/2015, в составе мытищинского хоккейного клуба «Атланты», выступающего в первенстве МХЛ. Сезон 2015/2016 также провёл в МХЛ, выступая за московский «МХК Спартак».
В сезоне 2016/17 Шашков дебютировал в КХЛ, в основном составе «Спартака» в домашнем матче против рижского «Динамо». Участвовал в розыгрыше ВХЛ в составе фарм-клуба «Спартака» — воскресенского «Химика». В сезоне 2017/18 был признан лучшим новичком двадцатой недели ВХЛ.
В сезоне 2018/2019 Шашков забросил свою первую шайбу в КХЛ за «Спартак», в гостевой игре против СКА, которая состоялась 14 сентября 2018 года.
28 ноября 2020 года перешёл в китайский «Куньлунь Ред Стар», «Спартак» получил за форварда денежную компенсацию. За оставшуюся часть сезона 2020/2021 Шашков провёл 30 матчей, в которых заработал 8 результативных баллов (4+4). В августе 2021 года вернулся в систему «Спартака», подписав двусторонний контракт до 30 апреля 2023 года. 27 октября 2021 года в результате обмена перешёл в московске «Динамо», подписав двухсторонний контракт до 30 апреля 2023 года. Проведя в составе «Динамо» всего три игры, в результате обмена на денежную компенсацию, 27 декабря того же года Шашков перешёл в хабаровский «Амур». Не провёл ни одного матча, а по окончании сезона стал свободным агентом.